# Real Bautista FC
El Real Bautista FC es un equipo de fútbol de Nicaragua que juega en la Tercera División de Nicaragua, la tercera liga de fútbol en importancia en el país.

## Historia
El club fue fundado en la ciudad de Granada con el nombre Deportivo Bautista y su mayor logro histórico ha sido el subcampeonato de la Primera División de Nicaragua obtenido en la temporada 1995/96, en la cual perdieron la final ante el Diriangén FC 0-1 con gol de Haivel Quintana. Pasaron 5 temporadas más en la máxima categoría hasta que el club abandonó la liga antes de iniciar la temporada 1999/2000 junto al Deportivo Masachapa y no han regresado a la Primera División de Nicaragua desde entonces.
A nivel internacional han participado en un torneo continental, en la Copa de Campeones de la Concacaf 1995, en la cual fueron eliminados en la primera ronda centroamericana por el Alianza F.C. de El Salvador.

## Palmarés
- Primera División de Nicaragua: 0
  - Subcampeón: 1

1995/96

## Participación en competiciones de la Concacaf
| Temporada | Torneo                           | Ronda    | Club         | Casa | Visita | Global |
| --------- | -------------------------------- | -------- | ------------ | ---- | ------ | ------ |
| 1995      | Copa de Campeones de la Concacaf | Centro 1 | Alianza F.C. | 0-2  | 2-3    | 2-5    |